# Hypaedalea
Hypaedalea é um gênero de mariposa pertencente à família Bombycidae.